# Webuye

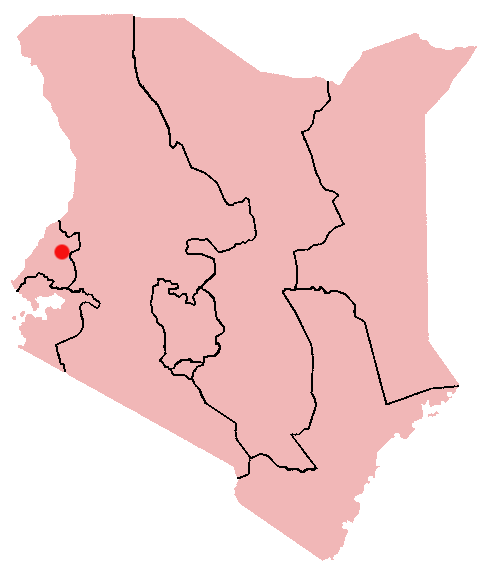

Webuye est une ville industrielle du Kenya située dans le district de Bungoma. Il y règne un climat tropical. La population est estimée à 19 000 habitants.